# Ужава (село)
Ужава (латыш. Užava, нем. Hasau, устар. дореф. рус. дореф. Гасау) — населённый пункт в Вентспилсском крае Латвии. Административный центр Ужавской волости. Находится на реке Ужава у автодороги P122 (Вентспилс — Пилтене). Расстояние до города Вентспилс составляет около 24 км. По данным на 2015 год, в населённом пункте проживало 399 человек. Есть волостная администрация, начальная школа, дом культуры, библиотека, почтовое отделение, гостиница, практика семейного врача, лютеранская и баптистская церкви. Рядом на берегу Балтийского моря расположен маяк Ужава. 

## История
В советское время населённый пункт был центром Ужавского сельсовета Вентспилсского района. В селе располагался совхоз «Ужава».